# Andrés Simón
Andrés Simón Gómez (né le 15 septembre 1961 à Guantánamo) est un athlète cubain, spécialiste du 100 m et du relais 4 × 100 m.

## Biographie
Il mesure 1,60 m.
Il a remporté la médaille de bronze, en 38 s 00, aux Jeux de Barcelone en 1992 sur le relais. Son meilleur temps sur 100 m est de 10 s 06, obtenu à La Havane en 1987.

### Palmarès
| Date | Compétition                                      | Lieu                       | Résultat | Épreuve   | Performance |
| ---- | ------------------------------------------------ | -------------------------- | -------- | --------- | ----------- |
| 1985 | Championnats d'Amérique centrale et des Caraïbes | Nassau                     | 1er      | 100 m     | 10 s 22     |
| 1985 | Universiade                                      | Kobe                       | 2e       | 100 m     | 10 s 28     |
| 1985 | Universiade                                      | Kobe                       | 1er      | 4 × 100 m | 38 s 76     |
| 1986 | Jeux d'Amérique centrale et des Caraïbes         | Santiago de los Caballeros | 1er      | 100 m     | 10 s 29     |
| 1986 | Jeux d'Amérique centrale et des Caraïbes         | Santiago de los Caballeros | 1er      | 4 × 100 m | 38 s 74     |
| 1987 | Jeux panaméricains                               | Indianapolis               | 5e       | 100 m     | 10 s 55     |
| 1987 | Jeux panaméricains                               | Indianapolis               | 2e       | 4 × 100 m | 38 s 86     |
| 1989 | Championnats du monde en salle                   | Budapest                   | 1er      | 60 m      | 6 s 52      |
| 1989 | Championnats d'Amérique centrale et des Caraïbes | San Juan                   | 2e       | 100 m     | 10 s 34     |
| 1990 | Goodwill Games                                   | Seattle                    | 2e       | 4 × 100 m | 38 s 49     |
| 1991 | Championnats du monde en salle                   | Séville                    | 5e       | 60 m      | 6 s 61      |
| 1992 | Jeux olympiques                                  | Barcelone                  | 3e       | 4 × 100 m | 38 s 00     |
| 1992 | Coupe du monde des nations                       | La Havane                  | 2e       | 4 × 100 m | 38 s 51     |
| 1993 | Championnats du monde en salle                   | Toronto                    | 7e       | 60 m      | 6 s 63      |
| 1993 | Championnats du monde                            | Stuttgart                  | 4e       | 4 × 100 m | 38 s 39     |
| 1993 | Jeux d'Amérique centrale et des Caraïbes         | Ponce                      | 2e       | 100 m     | 10 s 49     |
| 1994 | Goodwill Games                                   | Saint-Pétersbourg          | 2e       | 4 × 100 m | 38 s 76     |
| 1996 | Jeux olympiques                                  | Atlanta                    | 6e       | 4 × 100 m | 39 s 39     |

### Records
| Épreuve              | Performance | Lieu      | Date          |
| -------------------- | ----------- | --------- | ------------- |
| 60 mètres (en salle) | 6 s 52      | Budapest  | 5 mars 1989   |
| 100 mètres           | 10 s 06     | La Havane | 1er août 1987 |